# Ноа Гольм
Ноа Еммануель Жан Гольм (норв. Noah Emmanuel Jean Holm; нар. 23 травня 2001, Драммен, Норвегія) — норвезький футболіст, нападник клубу «Русенборг» та молодіжної збірної Норвегії.

## Клубна кар'єра
Займатися футболом Ноа Гольм почав у молодіжній команді клубу «Стремсгодсет». У 2017 році він приєднався до футбольної академії німецького клубу «РБ Лейпциг», де проходив стажування протягом трьох років.
Але перший професійний контракт футболіст підписав влітку 2020 року з португальським клубом «Віторія» з Гімарайнша. У вересні того року Гольм зіграв перший матч у чемпіонаті Португалії.
Та у серпні 2021 року Гольм повернувся до Норвегії, де підписав контракт з клубом «Русенборг».

## Збірна
У 2018 році Ноа Гольм у складі юнацької збірної Норвегії (U-17) брав участь у юнацькій першості Європи, що проходила в Англії. За рік він грав на юнацькому Євро (U-19) у Вірменії.

## Особисте життя
Батько Гольма — колишній данський футболіст Давід Нільсен, відомий своїми виступами у складі «Копенгагена» та збірної Данії. Нині він головний тренер данського клубу «Орхус».